# Olympische Sommerspiele 2000/Leichtathletik – Marathon (Männer)

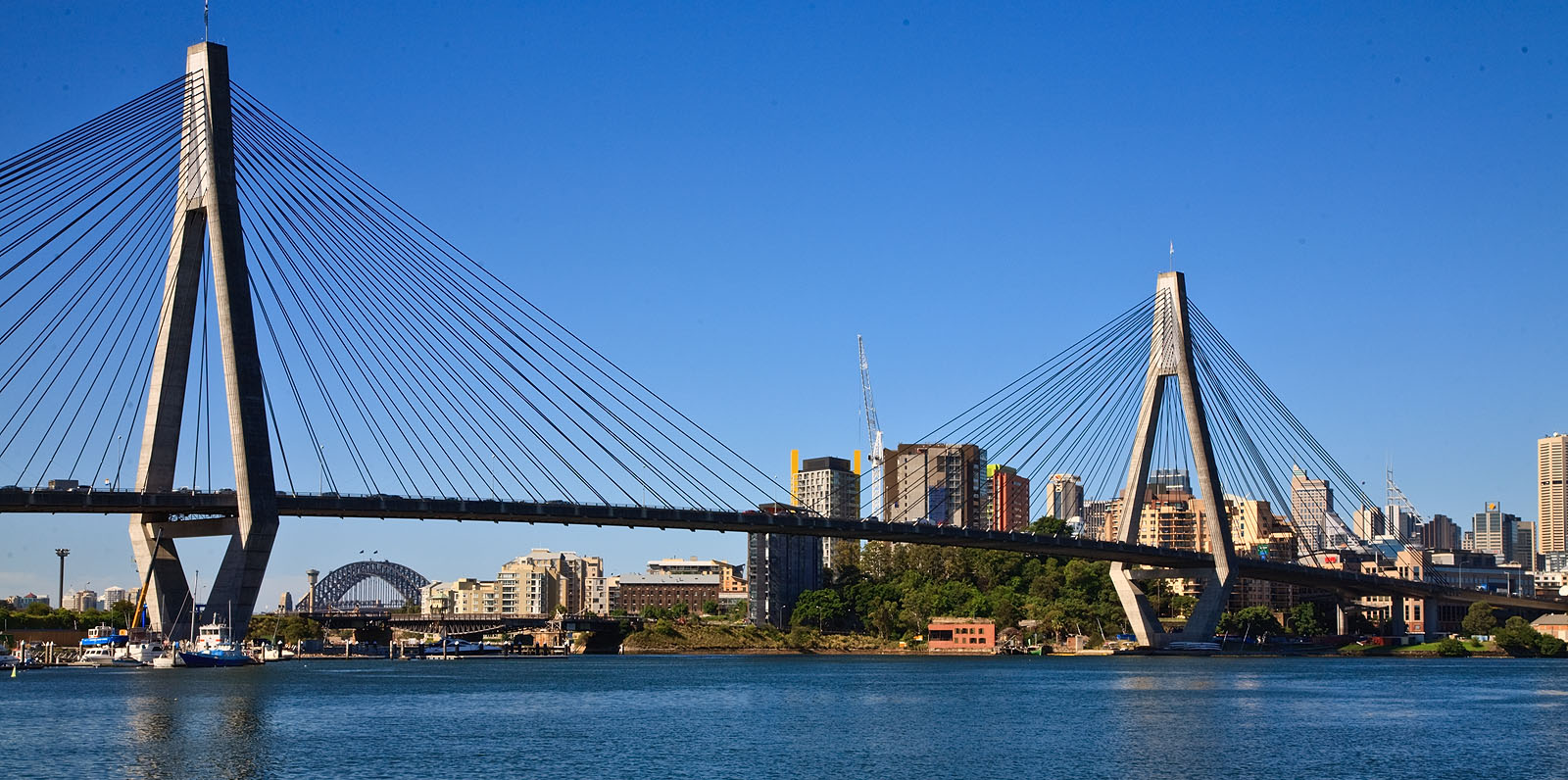
Blick auf die ANZAC Bridge im Jahr 2009

Der Marathonlauf der Männer bei den Olympischen Spielen 2000 in Sydney wurde am 1. Oktober 2000 in Sydney ausgetragen. Einhundert Athleten nahmen teil, 81 von ihnen erreichten das Ziel.
Olympiasieger wurde der Äthiopier Gezahegne Abera. Er gewann vor dem Kenianer Erick Wainaina und dem Äthiopier Tesfaye Tola.
Für Deutschland gingen Carsten Eich und Michael Fietz an den Start. Fietz beendete das Rennen auf Platz 37, Eich auf Platz 54.

Der Schweizer Viktor Röthlin erreichte Rang 36, der Österreicher Michael Buchleitner Rang 33.

Athleten aus Liechtenstein nahmen nicht teil.

## Aktuelle Titelträger
| Olympiasieger 1996                      | Josia Thugwane ( Südafrika)                  | 2:12:36 h                                    | Atlanta 1996                                 |
| Weltmeister 1999                        | Abel Antón ( Spanien)                        | 2:13:36 h                                    | Sevilla 1999                                 |
| Europameister 1998                      | Stefano Baldini ( Italien)                   | 2:12:01 h                                    | Budapest 1998                                |
| Panamerikanischer Meister 1999          | Vanderlei de Lima ( Brasilien)               | 2:17,20 h                                    | Winnipeg 1999                                |
| Zentralamerika und Karibik-Meister 2000 | Marathonlauf nicht im Meisterschaftsprogramm | Marathonlauf nicht im Meisterschaftsprogramm | Marathonlauf nicht im Meisterschaftsprogramm |
| Südamerika-Meister                      | Alex Januário de Mendonça ( Brasilien)       | 2:16:37 h                                    | São Paulo 2000                               |
| Asienmeister 2000                       | Kenichi Kawakubo ( Japan)                    | 2:26:06 h                                    | Pattaya 2000                                 |
| Afrikameister 2000                      | Marathonlauf nicht im Meisterschaftsprogramm | Marathonlauf nicht im Meisterschaftsprogramm | Marathonlauf nicht im Meisterschaftsprogramm |
| Ozeanienmeister 2000                    | Marathonlauf nicht im Meisterschaftsprogramm | Marathonlauf nicht im Meisterschaftsprogramm | Marathonlauf nicht im Meisterschaftsprogramm |

## Rekorde/Bestleistungen
Offizielle Rekorde wurden damals in dieser Disziplin außer bei Meisterschaften und Olympischen Spielen aufgrund der unterschiedlichen Streckenbeschaffenheiten nicht geführt.

### Bestehende Rekorde/Bestleistungen
| Weltbestzeit       | 2:05:42 h | Khalid Khannouchi ( Marokko) | Chicago, USA        | 24. Oktober 1999 |
| Olympischer Rekord | 2:09:21 h | Carlos Lopes ( Portugal)     | OS Los Angeles, USA | 12. August 1984  |

Der bestehende olympische Rekord wurde bei diesen Spielen nicht erreicht, die äußeren Bedingungen waren mit kühlen Temperaturen und böigem Wind schwierig. Dennoch blieb der äthiopische Olympiasieger Gezahegne Abera mit seinen 2:10:11 h nur um fünfzig Sekunden über diesem Rekord. Zur Weltbestzeit fehlten ihm 4:29 min.

### Verbesserung von Bestleistungen
Es wurde eine nationale Bestleistung erzielt:

2:16:43 h – João N’Tyamba (Angola)

## Streckenführung
Gestartet wurde das Rennen im Stadtteil North Sydney auf der Miller Street auf Höhe des North Sydney Oval, einem Stadion für Rugby, Fußball, Cricket und Australian Football. Die Route verlief zunächst in Richtung Süden zum Pacific Highway. Auf dieser Autobahn ging es weiter zum Bradfield Highway und über die Sydney Harbour Bridge. Über den Cahill Expressway führte die Strecke dann ostwärts zur Bridge Street, anschließend wieder südwärts der Macquarie Street folgend. Es ging vorbei an der Staatsbibliothek von New South Wales und dem Parlamentsgebäude des Bundesstaates. Nächster markanter Punkt war der Hyde Park, an welchem der Weg östlich entlangführte. Am Südende des Parks ging es nach links in die Oxford Street, dann rechts in die Flinders Street, die in die ANZAC Parade übergeht. Dort gab es einen Linksbogen in die Lang Road, die zum Centennial Park führt. Der Park wurde auf dem Old Grand Drive umrundet, dann ging es die Lang Road wieder zurück zur ANZAC Parade, auf der die Route nach links weiterführte.
Wieder verlief die Strecke südwärts, vorbei an der University of New South Wales im Stadtteil Kingsford. Auf Höhe der Broadbent Street lag ein Wendepunkt. Die Route führte über die ANZAC Parade wieder zurück zur Flinders Street, ließ jetzt jedoch die Runde durch den Centennial Park aus. Nun ging es nach links in die Oxford Street, dieser folgend bis zur Liverpool Street, die am Südende des Hyde Parks entlangführte. An der Ecke des Parks ging es nach rechts auf die Elizabeth Street am Westrand des Parks entlang. Auf halber Länge verlief der Weg nun nach links westwärts in die Bathurst Street, die zum Western Distributor führte. Hier wurde die ANZAC Bridge überquert und der Stadtteil Lilyfield erreicht. Die Route folgte der Victoria Road, der City-West Link Road und der Dobroyd Parade nach Westen. An der Ramsay Street gab es eine Rechtsbogen in Richtung des Stadtteils Five Rock. Es ging nach links auf die Fairlight Street, die kurz darauf zunächst zur Queens Road wird und später im Stadtteil Canada Bay in die Gipps Road übergeht. Im Stadtteil Strathfield führte die Route auf den Western Motorway, der südlich das Stadium Australia passiert. Die Strecke verließ jetzt die Autobahn und es ging weiter zum Stadion, in dem bis zum Erreichen des Ziels noch eine Runde zurückzulegen war.

## Ausgangslage
Die Bedingungen für die Athleten waren nicht einfach, in Australien hatte gerade der Frühling begonnen. Die Temperaturen waren kühl, außerdem herrschte ein böiger Wind.
Der als Unabhängiger olympischer Athlet (Independent Olympic Athlete) geführte Calisto da Costa stammt aus Osttimor. Elias Rodriguez war der erste Leichtathlet, der für Mikronesien bei Olympischen Spielen antrat.
Einen ausgemachten Favoriten gab es nicht, obwohl der Olympiasieger von 1996 in Atlanta Josia Thugwane aus Südafrika und auch der amtierende Weltmeister Abel Antón aus Spanien am Start waren. Hoch eingeschätzt waren wie schon seit einigen Jahren die ostafrikanischen Läufer aus Kenia und Äthiopien, aus deren Reihen oft auch nicht besonders bekannte Läufer bei Großereignissen überraschen konnten.

## Ergebnis und Rennverlauf

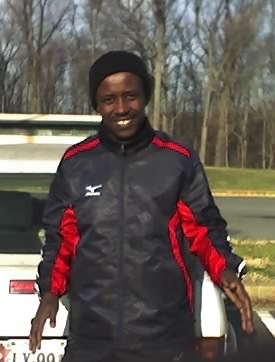
Olympiasieger Gezahegne Abera

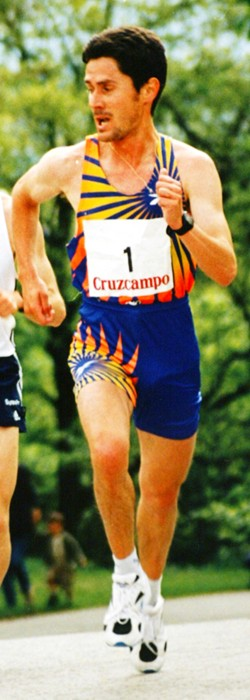
Der Olympiasechste Martín Fiz

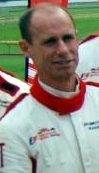
Steve Moneghetti belegte Rang zehn

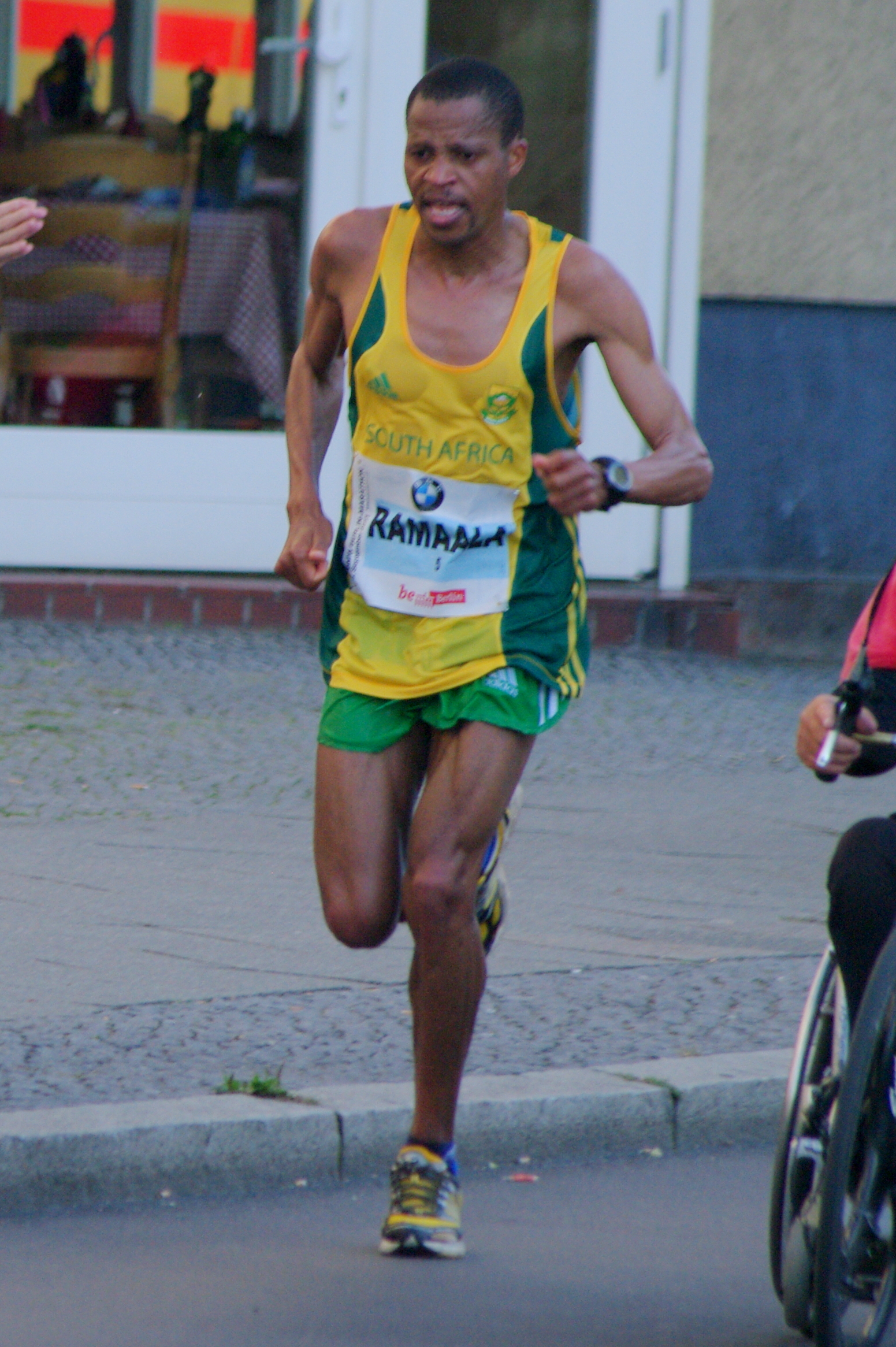
Der Olympiazwölfte Hendrick Ramaala

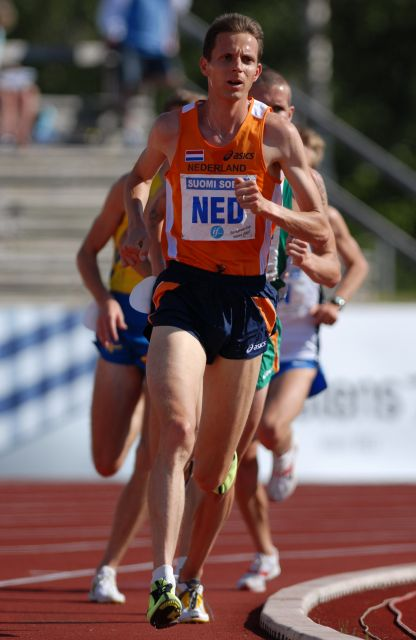
Kamiel Maase wurde Dreizehnter

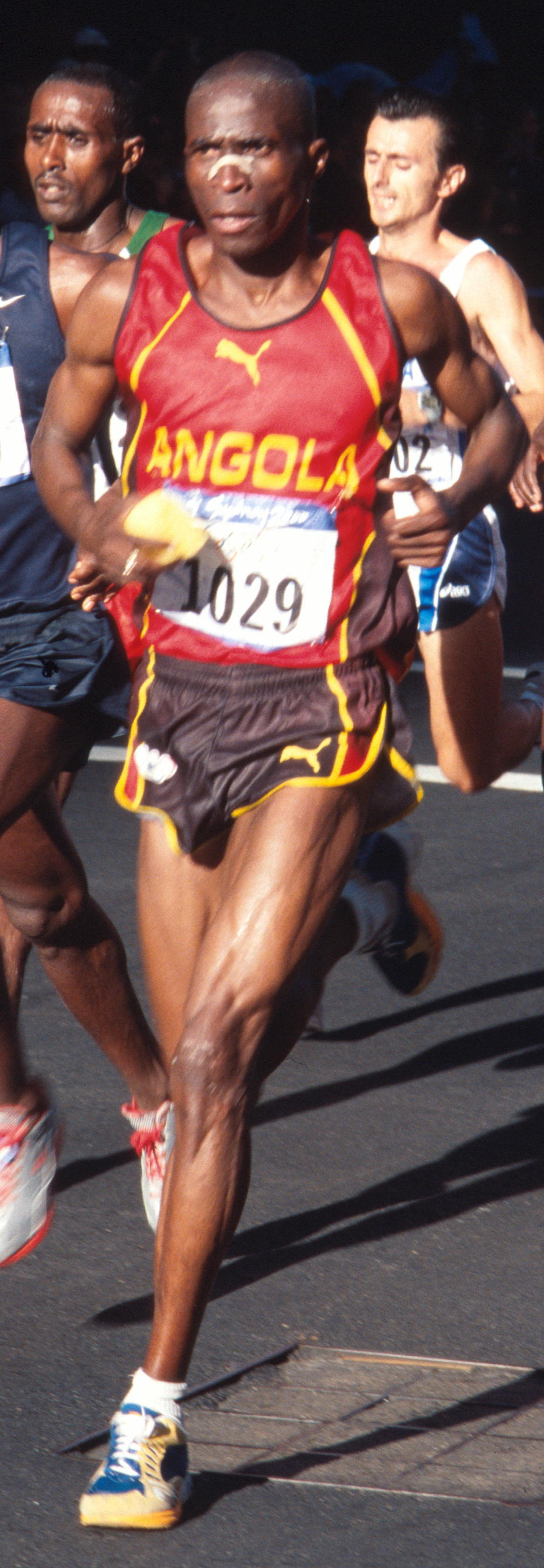
João N’Tyamba – Rang siebzehn

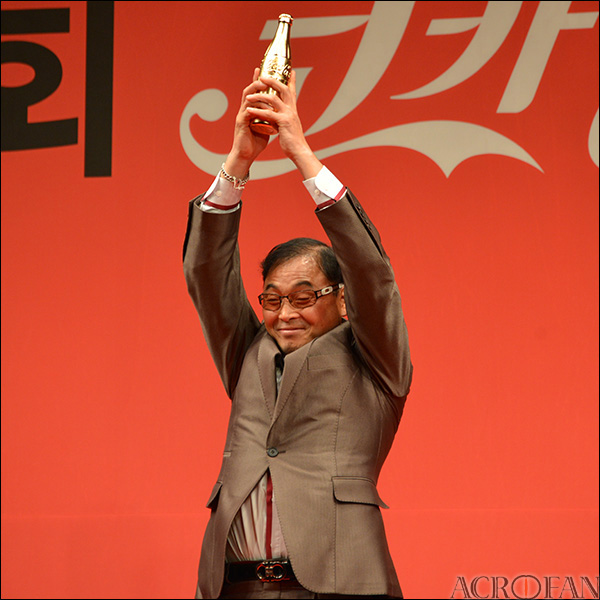
Lee Bong-ju (hier im Jahr 2015) – 1996 Olympiazweiter – kam auf den 24. Platz

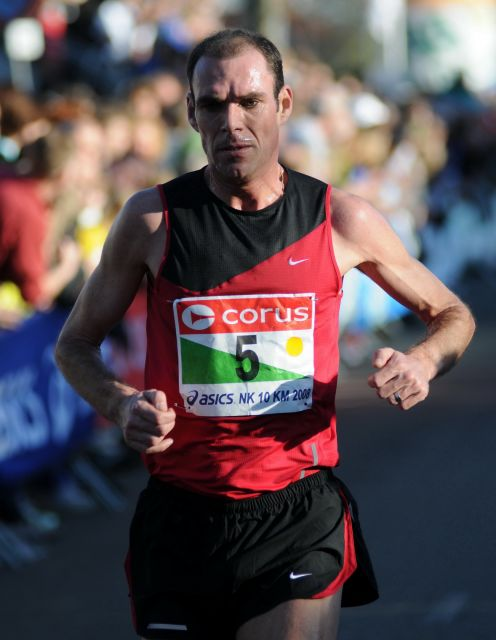
Greg van Hest belegte Platz 25

Datum: 1. Oktober 2000, 16:00 Uhr
Anmerkung:
Alle Zeiten sind in Ortszeit Atlanta (UTC−5) angegeben.
| Zwischenzeiten      | Zwischenzeiten | Zwischenzeiten  | Zwischenzeiten |
| Zwischenzeit- Marke | Zwischenzeit   | Führende(r)     | 5-km-Zeit      |
| ------------------- | -------------- | --------------- | -------------- |
| 5 km                | 15:01 min      | Tiyapo Maso     | 15:01 min      |
| 10 km               | 29:58 min      | Tiyapo Maso     | 14:57 min      |
| 15 km               | 45:05 min      | Tiyapo Maso     | 15:07 min      |
| 20 km               | 1:00:46 h00    | Tiyapo Maso     | 15:39 min      |
| 25 km               | 1:16:55 h00    | Tiyapo Maso     | 16:02 min      |
| 30 km               | 1:32:48 h00    | Gezahegne Abera | 15:53 min      |
| 35 km               | 1:48:11 h00    | Erick Wainaina  | 15:23 min      |
| 40 km               | 2:03:30 h00    | Gezahegne Abera | 15:19 min      |

### Ergebnis
| Platz | Athlet                    | Land                               | Zeit (h) | Anmerkung |
| ----- | ------------------------- | ---------------------------------- | -------- | --------- |
| 01    | Gezahegne Abera           | Äthiopien                          | 2:10:11  |           |
| 02    | Erick Wainaina            | Kenia                              | 2:10:31  |           |
| 03    | Tesfaye Tola              | Äthiopien                          | 2:11:10  |           |
| 04    | Jon Brown                 | Großbritannien                     | 2:11:17  |           |
| 05    | Giacomo Leone             | Italien                            | 2:12:14  |           |
| 06    | Martín Fiz                | Spanien                            | 2:13:06  |           |
| 07    | Abdelkader El Mouaziz     | Marokko                            | 2:13:49  |           |
| 08    | Mohamed Ouaadi            | Frankreich                         | 2:14:04  |           |
| 09    | Tendai Chimusasa          | Simbabwe                           | 2:14:19  |           |
| 10    | Steve Moneghetti          | Australien                         | 2.14:50  |           |
| 11    | António Pinto             | Portugal                           | 2:15:17  |           |
| 12    | Hendrick Ramaala          | Südafrika                          | 2:16:19  |           |
| 13    | Kamiel Maase              | Niederlande                        | 2:16:24  |           |
| 14    | Silvio Guerra             | Ecuador                            | 2:16:27  |           |
| 15    | Mathias Ntawulikura       | Ruanda                             | 2:16:39  |           |
| 16    | Thabiso Paul Moqhali      | Lesotho                            | 2:16:43  |           |
| 17    | João N’Tyamba             | Angola                             | 2:16:43  | NBL       |
| 18    | Domingos Castro           | Portugal                           | 2:16:52  |           |
| 19    | Keith Cullen              | Großbritannien                     | 2:16:59  |           |
| 20    | Josia Thugwane            | Südafrika                          | 2:16:59  |           |
| 21    | Shinji Kawashima          | Japan                              | 2:17:21  |           |
| 22    | Semretu Alemayehu         | Äthiopien                          | 2:17:21  |           |
| 23    | Kamal Kohil               | Algerien                           | 2:17:46  |           |
| 24    | Lee Bong-ju               | Südkorea                           | 2:17:57  |           |
| 25    | Greg van Hest             | Niederlande                        | 2:18:00  |           |
| 26    | Pawel Kokin               | Russland                           | 2:18:02  |           |
| 27    | Andrés Espinosa           | Mexiko                             | 2:18:02  |           |
| 28    | Rod de Highden            | Australien                         | 2:18:04  |           |
| 29    | Kim Jung-won              | Nordkorea                          | 2:18:04  |           |
| 30    | Kim Jong-chol             | Nordkorea                          | 2:18:04  |           |
| 31    | Pamenos Ballantyne        | St. Vincent und die Grenadinen     | 2:19:08  |           |
| 32    | Ronnie Holassie           | Trinidad und Tobago                | 2:19:24  |           |
| 33    | Michael Buchleitner       | Österreich                         | 2:19:26  |           |
| 34    | Dmitri Kapitonow          | Russland                           | 2:19:38  |           |
| 35    | Pavel Loskutov            | Estland                            | 2:19:41  |           |
| 36    | Viktor Röthlin            | Schweiz                            | 2:20:06  |           |
| 37    | Michael Fietz             | Deutschland                        | 2:20:09  |           |
| 38    | Tahar Mansouri            | Tunesien                           | 2:20:33  |           |
| 39    | José Luis Molina          | Costa Rica                         | 2:20:37  |           |
| 40    | Carlos Tarazona           | Venezuela                          | 2:20:39  |           |
| 41    | Nobuyuki Satō             | Japan                              | 2:20:52  |           |
| 42    | Alberto Juzdado           | Spanien                            | 2:21:18  |           |
| 43    | Johannes Maremane         | Südafrika                          | 2:21:25  |           |
| 44    | Bruce Deacon              | Kanada                             | 2:21:38  |           |
| 45    | Chung Nam-kyun            | Südkorea                           | 2:22:23  |           |
| 46    | Néstor García             | Uruguay                            | 2:22:30  |           |
| 47    | Ahmed Abdelmougod Soliman | Ägypten                            | 2:22:47  |           |
| 48    | Luketz Swartbooi          | Namibia                            | 2:22:55  |           |
| 49    | Antoni Bernadó            | Andorra                            | 2:23:03  |           |
| 50    | Luís Novo                 | Portugal                           | 2:23:04  |           |
| 51    | Lucky Willie Bhembe       | Swasiland                          | 2:23:08  |           |
| 52    | Boubker El-Afoui          | Marokko                            | 2:23:53  |           |
| 53    | Abel Antón                | Spanien                            | 2:24:04  |           |
| 54    | Carsten Eich              | Deutschland                        | 2:24:11  |           |
| 55    | Valeriu Vlas              | Moldau                             | 2:24:35  |           |
| 56    | Mark Steinle              | Großbritannien                     | 2:24:42  |           |
| 57    | Alex Malinga              | Uganda                             | 2:24:53  |           |
| 58    | Oscar Cortínez            | Argentinien                        | 2:25:01  |           |
| 59    | Kil Jae-son               | Nordkorea                          | 2:25:13  |           |
| 60    | Petko Stefanow            | Bulgarien                          | 2:26:24  |           |
| 61    | Amnaay Zebedayo Bayo      | Tansania                           | 2:26:24  |           |
| 62    | Roman Kejžar              | Slowenien                          | 2:26:38  |           |
| 63    | Panagiotis Haramis        | Griechenland                       | 2:26:55  |           |
| 64    | Benjamín Paredes          | Mexiko                             | 2:27:17  |           |
| 65    | Baek Seung-do             | Südkorea                           | 2:28:25  |           |
| 66    | Lee Troop                 | Australien                         | 2:29:32  |           |
| 67    | António Zeferino          | Kap Verde                          | 2:29:46  |           |
| 68    | Sergej Zabawskii          | Tadschikistan                      | 2:30:29  |           |
| 69    | Rodney DeHaven            | USA                                | 2:30:46  |           |
| 70    | Nasirdin Akilbekow        | Kirgisistan                        | 2:31:26  |           |
| 71    | Calisto da Costa          | IOA                                | 2:33:11  |           |
| 72    | Marco Condori             | Bolivien                           | 2:34:11  |           |
| 73    | Sarath Prasanna Gamage    | Sri Lanka                          | 2:34:39  |           |
| 74    | Gian Luigi Macina         | San Marino                         | 2:35:42  |           |
| 75    | Vanderlei de Lima         | Brasilien                          | 2:37:08  |           |
| 76    | Željko Petrović           | Bosnien und Herzegowina            | 2:38:29  |           |
| 77    | Tiyapo Maso               | Botswana                           | 2:38:53  |           |
| 78    | Đuro Kodžo                | Bosnien und Herzegowina            | 2:39:14  |           |
| 79    | José Alejandro Semprún    | Venezuela                          | 3:00:02  |           |
| 80    | To Rithya                 | Kambodscha                         | 3:03:56  |           |
| 81    | Elias Rodriguez           | Föderierte Staaten von Mikronesien | 3:09:14  |           |
| DNF   | Stefano Baldini           | Italien                            |          |           |
| DNF   | Abdellah Béhar            | Frankreich                         |          |           |
| DNF   | José Alirio Carrasco      | Kolumbien                          |          |           |
| DNF   | Kenneth Cheruiyot         | Kenia                              |          |           |
| DNF   | Adel Edeli                | Libyen                             |          |           |
| DNF   | Éder Fialho               | Brasilien                          |          |           |
| DNF   | Piotr Gładki              | Polen                              |          |           |
| DNF   | Takayuki Inubushi         | Japan                              |          |           |
| DNF   | Rashid Jamal              | Katar                              |          |           |
| DNF   | Willy Kalombo             | Demokratische Republik Kongo       |          |           |
| DNF   | Elijah Lagat              | Kenia                              |          |           |
| DNF   | Vincenzo Modica           | Italien                            |          |           |
| DNF   | Patrick Ndayisenga        | Burundi                            |          |           |
| DNF   | Daher Gadid Omar          | Dschibuti                          |          |           |
| DNF   | Richard Rodriguez         | Aruba                              |          |           |
| DNF   | Osmiro Silva              | Brasilien                          |          |           |
| DNF   | Angelo Simon              | Tansania                           |          |           |
| DNF   | Róbert Štefko             | Slowakei                           |          |           |
| DNF   | Fokasi Wilbrod            | Tansania                           |          |           |

### Rennverlauf
Tiyapo Maso aus Botswana war der Läufer, der die erste Hälfte des Rennens anführte. Er schlug ein sehr zügiges Tempo mit 5-km-Abschnitten knapp über fünfzehn Minuten an. Das Teilstück zwischen Kilometer 20 und 25 war dann ca. eine Minute langsamer. Anschließend fiel Maso schnell zurück und belegte am Ende Rang 77. Die Spitze übernahmen nun wechselweise der Kenianer Erick Wainaina sowie die Äthiopier Gezahegne Abera und Tesfaye Tola. Ihnen folgte in einem Abstand von wenigen Sekunden der Brite Jon Brown.
Bei Kilometer vierzig konnte sich Abera von seinen beiden Begleitern absetzen. Wainaina lag vier Sekunden hinter ihm, sechzehn weitere Sekunden zurück folgte Tola, der wiederum 31 Sekunden Vorsprung auf Brown hatte. Abera gewann das schwierige Rennen mit zwanzig Sekunden Vorsprung auf Wainaina. 39 Sekunden hinter Wainaina kam Tola als Dritter ins Ziel. Brown blieb Platz vier, obwohl er noch 32 Sekunden auf Tola gutgemacht hatte. Hinter ihm belegte der Italiener Giacomo Leone Rang fünf vor dem Spanier Martín Fiz.
Die Endzeit von 2:10:11 h, die nur fünfzig Sekunden über Carlos Lopes’ olympischem Rekord lag, war angesichts der äußeren Bedingungen ausgezeichnet.

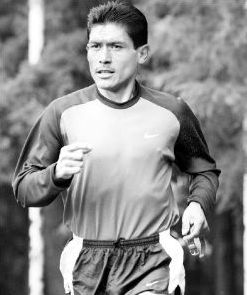
Andrés Espinosa kam auf Platz 27
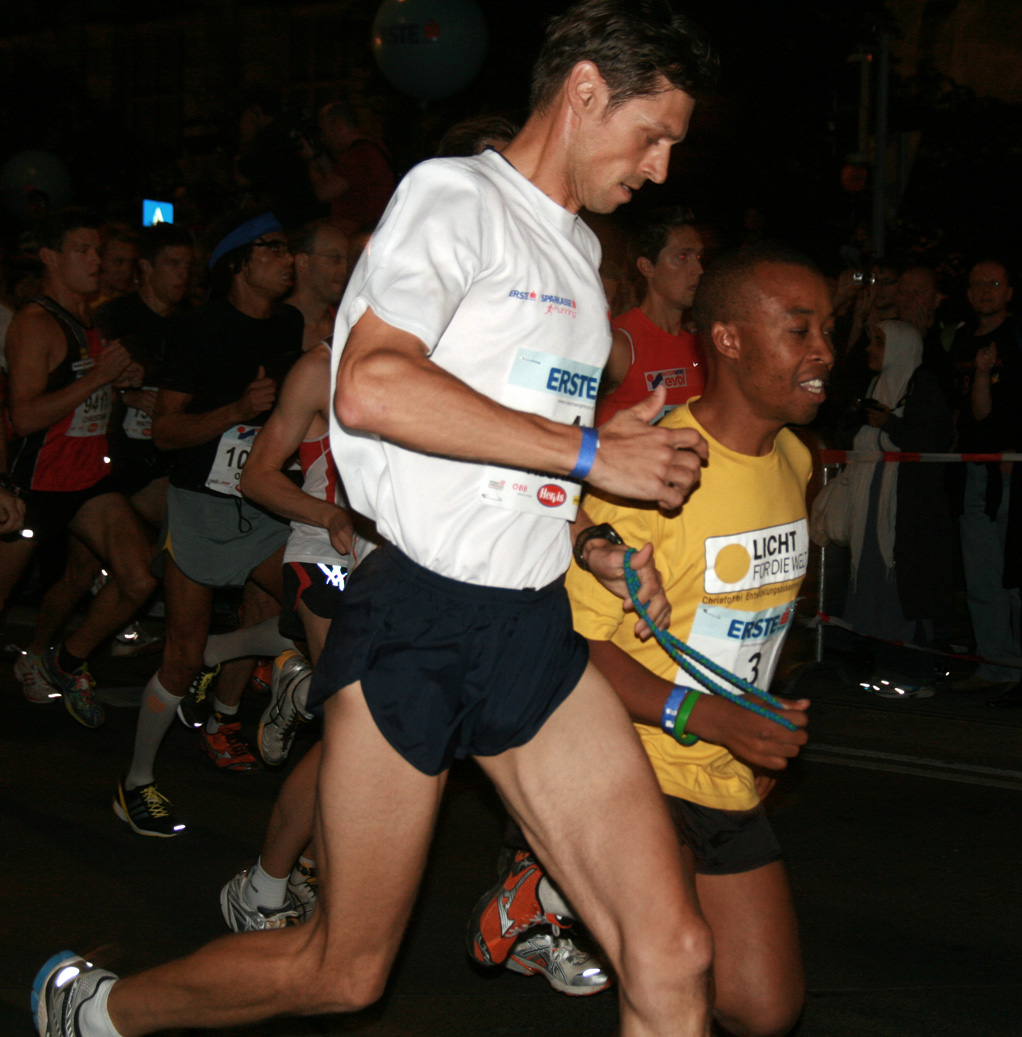
Michael Buchleitner – Rang 33
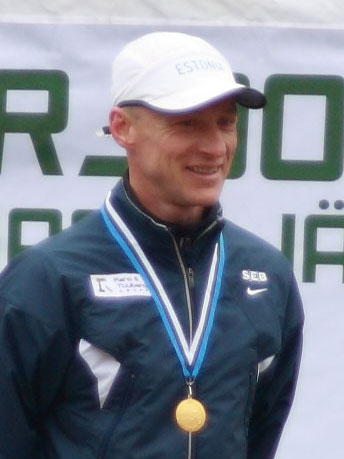
Pavel Loskutov wurde 35.
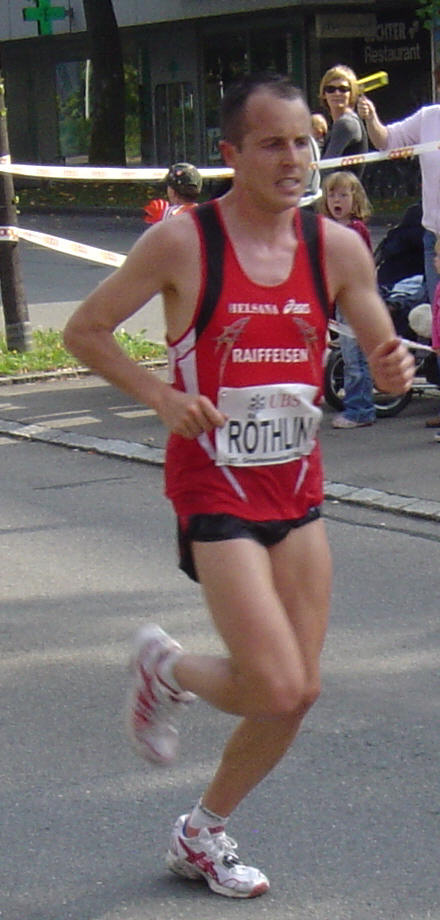
Viktor Röthlin erreichte Platz 36
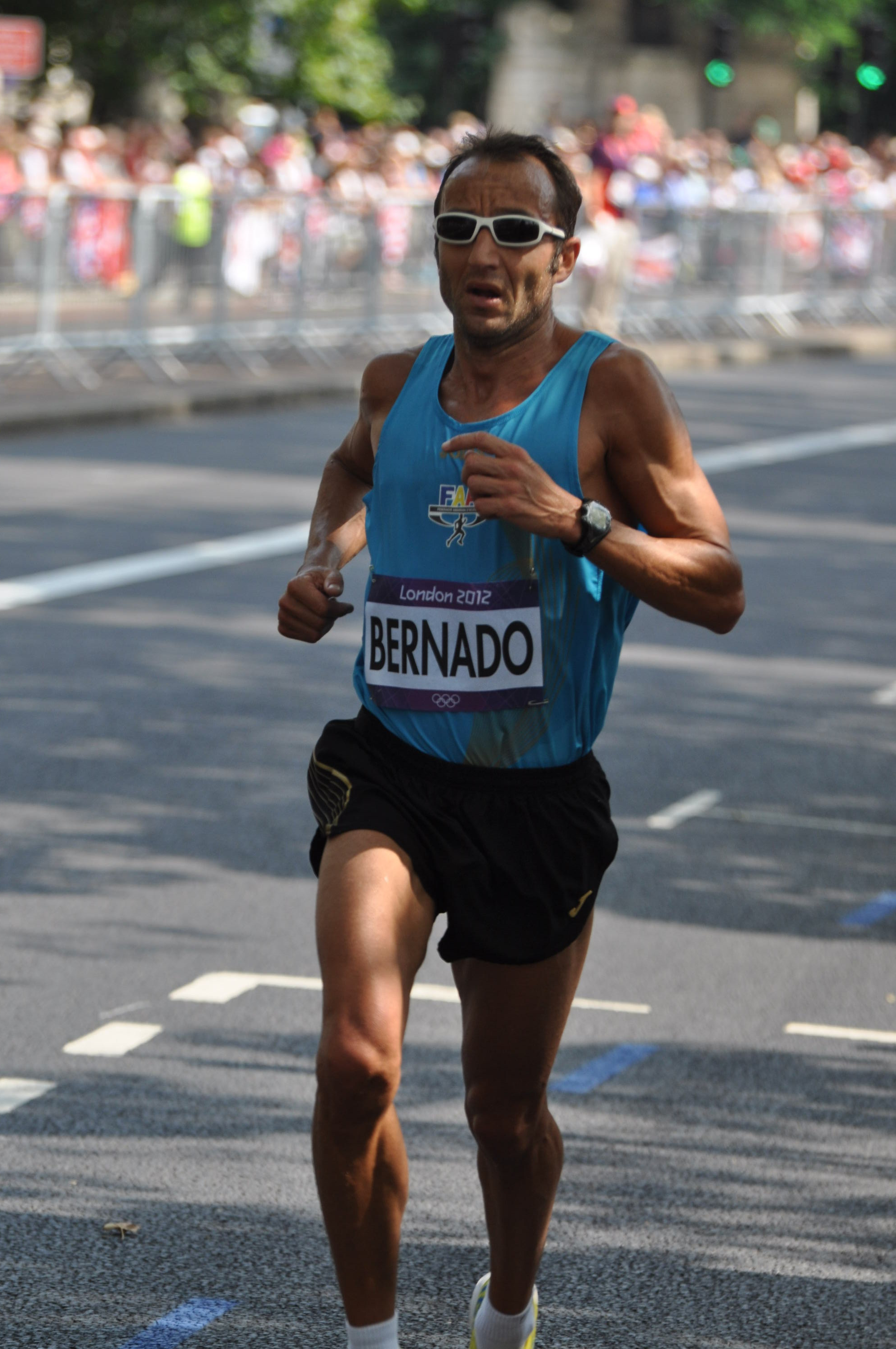
Antoni Bernadó – Rang 49
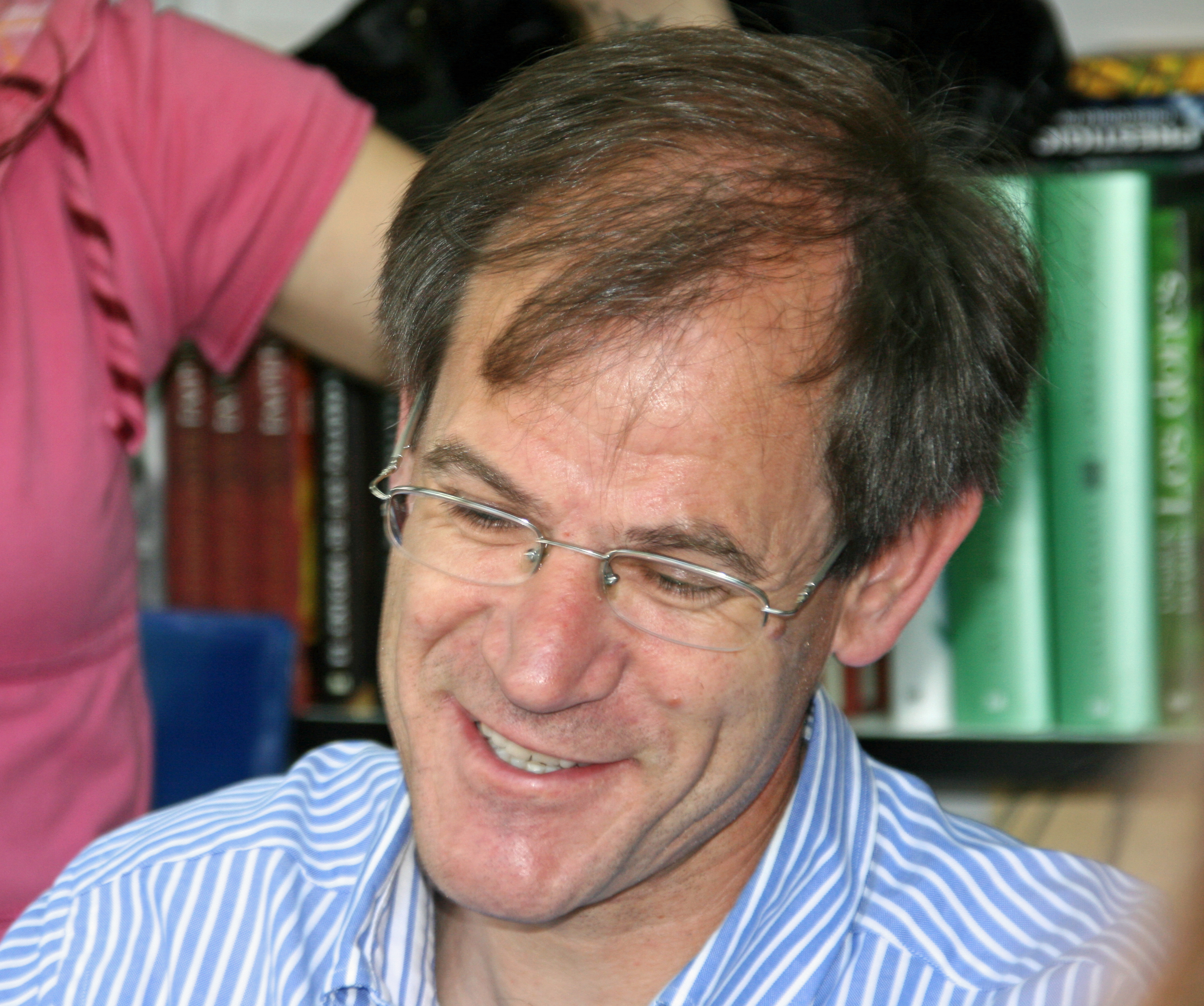
Abel Antón – Rang 53
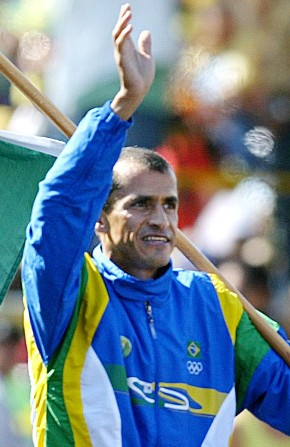
Vanderlei de Lima – Rang 75
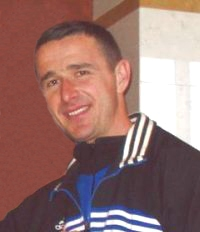
Đuro Kodžo Rang 78
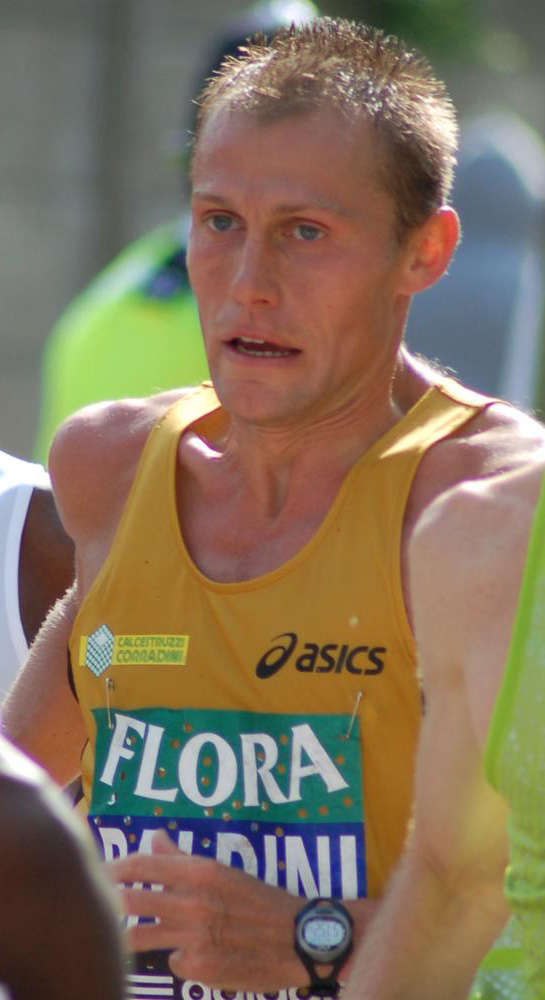
Stefano Baldini – nicht im Ziel
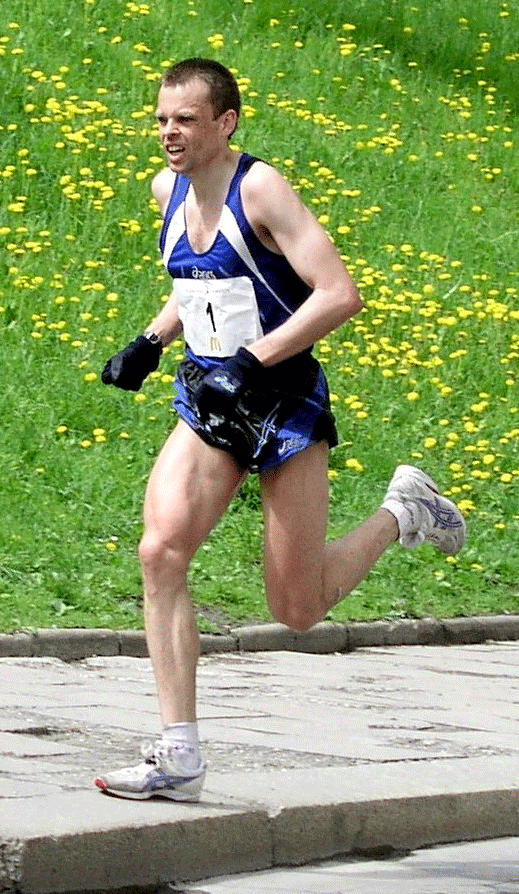
Piotr Gładki gab das Rennen auf

## Videolinks
- 2000 Sydney - Abera s'impose au marathon (Ouaadi 8e), youtube.com, abgerufen am 28. Januar 2022
- Ethiopia vs Kenia en Maraton de Sidney 2 000, youtube.com, abgerufen am 21. März 2018